# Comuna Skovorodkî, Starokosteantîniv
Skovorodkî (în ucraineană Сковородки) este o comună în raionul Starokosteantîniv, regiunea Hmelnîțkîi, Ucraina, formată din satele Kruhlîkî, Skovorodkî (reședința) și Vesele.

## Demografie
Componența lingvistică a comunei Skovorodkî
     Ucraineană (99,4%)
     Alte limbi (0,6%)
Conform recensământului din 2001, majoritatea populației comunei Skovorodkî era vorbitoare de ucraineană (99,4%), existând în minoritate și vorbitori de alte limbi.